# 東高崎駅
東高崎駅（ひがしたかさきえき）は、宮崎県都城市高崎町東霧島にある、九州旅客鉄道（JR九州）吉都線の駅である。
駅名は「たかさき」だが町の名は「たかざき」である。

## 歴史
- 1963年（昭和38年）12月1日：開業[1]。
- 1969年（昭和44年）1月：駅にトイレを設置[2]。
- 1987年（昭和62年）4月1日：国鉄分割民営化により、九州旅客鉄道の駅となる[1]。

## 駅構造
単式ホーム1面1線を有する地上駅である。駅舎はなくホーム上に待合所とトイレがあるのみ。無人駅。

## 利用状況
2015年（平成27年）度の1日平均乗車人員は17人である。
近年の1日平均乗車人員は以下の通り。
| 年度   | 1日平均 乗車人員 |
| ------ | ---------------- |
| 1996年 | 53               |
| 1997年 | 53               |
| 1998年 | 53               |
| 1999年 | 49               |
| 2000年 | 45               |
| 2001年 | 50               |
| 2002年 | 52               |
| 2003年 | 48               |
| 2004年 | 32               |
| 2005年 | 31               |
| 2006年 | 25               |
| 2007年 | 25               |
| 2008年 | 20               |
| 2009年 | 17               |
| 2010年 | 17               |
| 2011年 | 17               |
| 2012年 | 16               |
| 2013年 | 12               |
| 2014年 | 17               |
| 2015年 | 17               |

## 駅周辺
- 東霧島神社
- 宮崎自動車道高崎東BS

## 隣の駅
九州旅客鉄道（JR九州）
■吉都線
高崎新田駅 - 東高崎駅 - 万ケ塚駅